# さつま町内テレビ中継局
さつま町内テレビ中継局（さつまちょうないテレビちゅうけいきょく）は、鹿児島県薩摩郡さつま町に置かれている、あるいは置かれていたNHKテレビ中継局の総称である。

## 薩摩テレビ中継局

### デジタルテレビ放送
| リモコン 番号 | 放送局名       | チャンネル 番号 | 空中線 電力 | ERP   | 偏波面   | 放送対象地域 | 放送区域 内世帯数 | 運用開始日      |
| ------------- | -------------- | --------------- | ----------- | ----- | -------- | ------------ | ----------------- | --------------- |
| 2             | NHK 鹿児島教育 | 28              | 300mW       | 670mW | 水平偏波 | 全国         | 630世帯           | 2010年 10月31日 |
| 3             | NHK 鹿児島総合 | 27              | 300mW       | 670mW | 水平偏波 | 鹿児島県     | 630世帯           | 2010年 10月31日 |

- 所在地： 薩摩郡さつま町永野[2]（茶屋ヶ岡）
- 放送区域： 薩摩郡さつま町及び姶良郡湧水町の各一部[2]
- 民放各局についてはアナログ放送のエリア外であったため、デジタル中継局開設には該当しないとされた[3]。

### アナログテレビ放送
| チャンネル 番号 | 放送局名       | 空中線 電力       | ERP                | 偏波面   | 放送対象地域 | 放送区域 内世帯数 | 運用開始日     |
| --------------- | -------------- | ----------------- | ------------------ | -------- | ------------ | ----------------- | -------------- |
| 52              | NHK 鹿児島教育 | 映像3W/ 音声750mW | 映像7.5W /音声1.9W | 水平偏波 | 全国         | -                 | 1969年 8月31日 |
| 56              | NHK 鹿児島総合 | 映像3W/ 音声750mW | 映像7.5W /音声1.9W | 水平偏波 | 鹿児島県     | -                 | 1969年 8月31日 |

- 所在地： デジタル放送に同じ
- 2011年7月24日をもってすべて廃止された。なお、民放局にはチャンネルが割り当てられていなかった。

## 宮之城山崎テレビ中継局

### デジタルテレビ放送
| リモコン 番号 | 放送局名       | チャンネル 番号 | 空中線 電力 | ERP | 放送対象地域 | 放送区域 内世帯数 |
| ------------- | -------------- | --------------- | ----------- | --- | ------------ | ----------------- |
| 2             | NHK 鹿児島教育 | 31              | -           | -   | 全国         | -                 |
| 3             | NHK 鹿児島総合 | 27              | -           | -   | 鹿児島県     | -                 |

- 地上デジタルテレビジョン放送は、2010年（平成22年）に上記のチャンネルで全局本放送開始する予定だったが、阿久根中継局でカバーできることが分かったため、置局不要となった。

### アナログテレビ放送
| チャンネル 番号 | 放送局名       | 空中線 電力       | ERP                 | 偏波面   | 放送対象地域 | 放送区域 内世帯数 | 運用開始日     |
| --------------- | -------------- | ----------------- | ------------------- | -------- | ------------ | ----------------- | -------------- |
| 48              | NHK 鹿児島総合 | 映像1W/ 音声250mW | 映像4.7W/ 音声1.15W | 水平偏波 | 鹿児島県     | -                 | 1978年 11月2日 |
| 50              | NHK 鹿児島教育 | 映像1W/ 音声250mW | 映像4.7W/ 音声1.15W | 水平偏波 | 全国         | -                 | 1978年 11月2日 |

- 所在地： 薩摩郡さつま町山崎（牧之峰）
- 2011年7月24日をもってすべて廃止された。なお、民放局にはチャンネルが割り当てられていなかった。